# 富田氏紹
富田 氏紹（とみた うじつぐ、寛永3年(1626年) - 1705年9月23日）は、江戸時代前期の仙台藩士。通称は源七郎、仁左衛門（二左衛門）。官途は壱岐守。

## 略歴
寛永3年(1626年)に宮川有定の子として誕生。会津蘆名氏の家臣であった富田氏繁の養子に入る。
万治3年（1660年）に藩後継の亀千代（4代藩主伊達綱村）の守役に選出され、江戸屋敷で教育に当たった。
寛文11年（1671年）からの伊達騒動の最中でも一貫して亀千代を支え続け、延宝3年（1675年）に藩に入ると奉行職を経て家老に就任した。
綱村の政務に貢献し、桃生郡小野本郷に２千石を与えられている。そして今までの功績から永代着座二番座の家格を与えられている。
晩年は安軒と号した。
宝永2年（1705年）9月23日に死去。
子の紹実以降、実樹・篤実・実継・実保・実行・実文と続き、幕末には実保の息子・富田小五郎が仙台軍・大隊長として戊辰戦争を戦い、その弟・富田鐵之助は明治時代に実業家として活躍する。

## 参考資料
- 『富田家年譜』
- 『新編風土記』
- 『鳴瀬町史』